# 國揚國硯
國揚國硯又稱國硯大廈，為一棟高雄市苓雅區的摩天大樓住宅大廈，樓高173.4米，地上41層，地下5層，由國揚建設興建，元宏聯合建築師事務所設計，為全台第二高純住宅物業，住宅層到達41層且空中酒吧及餐館到達43層，可飽覽高雄港港景，分為A棟別及BC棟，緊鄰漢神商圈。

## 周圍設施
- 高雄流行音樂中心
- 經濟部標準檢驗局高雄分局
- 環狀輕軌：光榮碼頭站